# The Honeydrippers: Volume One
| Críticas profissionais | Críticas profissionais |
| Avaliações da crítica  | Avaliações da crítica  |
| Fonte                  | Avaliação              |
| ---------------------- | ---------------------- |
| All Music Guide        | link                   |

The Honeydrippers: Volume One é o primeiro e único lançamento da banda britânica de rock The Honeydrippers, lançado em Setembro de 1984.

## Faixas
| N.º | Título                | Compositor                   | Duração |  |
| 1.  | "I Get a Thrill"      | Rudy Toombs                  | 2:37    |  |
| 2.  | "Sea of Love"         | George Khoury, Phil Phillips | 3:01    |  |
| 3.  | "I Got a Woman"       | Ray Charles, Renald Richard  | 2:55    |  |
| 4.  | "Young Boy Blues"     | Doc Pomus, Phil Spector      | 3:28    |  |
| 5.  | "Rockin' at Midnight" | Roy Brown                    | 5:55    |  |